# Mandria
Clip vidéo
[vidéo] « Mandria - Juan D'Arienzo - Alberto Echagüe - Tango », sur YouTube
Mandria (Mauviette, en espagnol) est un tango argentin de 1926, composé par Juan Rodríguez, écrit par Francisco Brancatti et Juan Velich,,, et enregistré en instrumental par Roberto Firpo en 1927,.

## Histoire
Ce standard de tango argentin de milonga est repris avec succès en particulier par Alberto Echagüe et Juan d'Arienzo (surnommé « El Rey del Compás » Le Roi du Tempo, en espagnol) chez RCA Victor en 1939...